# Mark Dudbridge
Mark Daniel Dudbridge (* 11. Januar 1973 in Bristol) ist ein englischer Dartspieler, der den Großteil seiner Karriere bei der Professional Darts Corporation (PDC) aktiv war.

## Karriere
Dudbridge hat einen eher ungewöhnlichen Karriereverlauf. Zwischen 1994 und 2002 legte er eine Turnierpause ein. Bei seinem Comeback im Jahr 2002 bei der WDF/BDO gewann er gleich bei seinem ersten Auftritt vor laufenden Fernsehkameras das prestigeträchtige World Masters.
Anschließend gewann Dudbridge einige Turniere. Beim World Matchplay 2004 kam er bis ins Finale, dennoch gelang ihm der große Durchbruch erst bei der PDC-Weltmeisterschaft im Januar 2005, als er überraschend ins Finale kam und dort Phil Taylor unterlag. In der Folge war er für ein paar Jahre regelmäßig bei den großen Turnieren der PDC zu sehen. Zumeist kam er bei diesen Auftritten jedoch nicht über ein Viertelfinale hinaus. Bei der ersten Auflage der Premier League Darts 2005 belegte er den fünften Platz. Anfang der 2010er-Jahre verschwand Dudbridge dann mehr und mehr von der Bildfläche.
2018 konnte er sich über die Challenge Tour den Profistatus noch einmal für zwei Jahre zurückholen, verlor die Tour Card allerdings danach wieder. Bei der PDC Qualifying School 2021 schaffte es Dudbridge bis in die Final Stage. Dort gelang es ihm aber nicht, sich eine Tour Card zu erspielen. Somit nahm er 2022 erneut an der Q-School teil, scheiterte dieses Mal allerdings bereits in der First Stage.
Dudbridge vollendete im Januar 2023 sein fünfzigstes Lebensjahr und war somit für die zweite Auflage einer Senioren-Weltmeisterschaft startberechtigt. Er erhielt prompt eine Einladung und gewann seine ersten beiden Spiele gegen Glen Durrant und Terry Jenkins. Erst im Viertelfinale unterlag er mit 1:3 Kevin Painter.
An der Q-School 2024 nahm Dudbridge erneut teil. Mit zehn Siegen setzte er sich dabei an die Spitze der First Stage Order of Merit und war damit klar für die Final Stage qualifiziert, in der er dann aber überraschenderweise kein Spiel mehr gewann. Er spielte daraufhin vor allem die Turniere der World Seniors Darts Tour 2024, wo er mehrfach das Viertel- und Halbfinale erreichte. So nahm er auch an der World Seniors Darts Championship teil, wo er in der ersten Runde Glen Durrant mit 3:2 besiegen konnte, bevor er auch im Achtelfinale gegen Titelfavorit Richie Howson in der Verlängerung erfolgreich war. Erst im Viertelfinale wurde Dudbridge von Colin McGarry mit 1:3 gestoppt.
Auch bei der Q-School 2025 war Dudbridge wieder dabei. Dieses Mal reichte es jedoch nicht mal für die Qualifikation zur Final Stage. Er verlor alle seine drei Erstrundenspiele und schied klar in der First Stage aus.

## Weltmeisterschaftsresultate

### PDC
- 2004: Viertelfinale (1:5-Niederlage gegen  Kevin Painter)
- 2005: Finale (4:7-Niederlage gegen  Phil Taylor)
- 2006: Achtelfinale (1:4-Niederlage gegen  Kevin Painter)
- 2007: 2. Runde (3:4-Niederlage gegen  Andy Hamilton)
- 2008: Achtelfinale (2:4-Niederlage gegen  James Wade)
- 2009: Achtelfinale (0:4-Niederlage gegen  Barrie Bates)
- 2010: Achtelfinale (2:4-Niederlage gegen  Co Stompé)
- 2011: 2. Runde (1:4-Niederlage gegen  Adrian Lewis)
- 2012: 1. Runde (0:3-Niederlage gegen  Dave Chisnall)
- 2014: 1. Runde (0:3-Niederlage gegen  Gary Anderson)

### WSDT
- 2023: Viertelfinale (1:3-Niederlage gegen  Kevin Painter)
- 2024: Viertelfinale (1:3-Niederlage gegen  Colin McGarry)
- 2025: 1. Runde (1:3-Niederlage gegen  Chris Mason)

## Turnierergebnisse
| Turnier                                    | 2002              | 2003                           | 2004                           | 2005                           | 2006                           | 2007                           | 2008                           | 2009                           | 2010                           | 2011                           | 2012                           | 2013                           | 2014                           | 2015                           | 2016                           | ......                         | 2019                           | ......                         | 2023               | 2024              | 2025              |
| ------------------------------------------ | ----------------- | ------------------------------ | ------------------------------ | ------------------------------ | ------------------------------ | ------------------------------ | ------------------------------ | ------------------------------ | ------------------------------ | ------------------------------ | ------------------------------ | ------------------------------ | ------------------------------ | ------------------------------ | ------------------------------ | ------------------------------ | ------------------------------ | ------------------------------ | ------------------ | ----------------- | ----------------- |
| BDO-Major-Turniere                         |                   |                                |                                |                                |                                |                                |                                |                                |                                |                                |                                |                                |                                |                                |                                |                                |                                |                                |                    |                   |                   |
| World Masters                              | S                 | nicht teilgenommen             | nicht teilgenommen             | nicht teilgenommen             | nicht teilgenommen             | nicht teilgenommen             | nicht teilgenommen             | nicht teilgenommen             | nicht teilgenommen             | nicht teilgenommen             | nicht teilgenommen             | nicht teilgenommen             | nicht teilgenommen             | nicht teilgenommen             | nicht teilgenommen             | nicht teilgenommen             | nicht teilgenommen             | nicht teilgenommen             | n/a                | n/t               |                   |
| WDF-Platin-/Major-Turniere                 |                   |                                |                                |                                |                                |                                |                                |                                |                                |                                |                                |                                |                                |                                |                                |                                |                                |                                |                    |                   |                   |
| International League                       | n/a               | nicht teilgenommen             | nicht teilgenommen             | nicht teilgenommen             | nicht teilgenommen             | GP                             | nicht ausgetragen              | nicht ausgetragen              | nicht ausgetragen              | nicht ausgetragen              | nicht ausgetragen              | nicht ausgetragen              | nicht ausgetragen              | nicht ausgetragen              | nicht ausgetragen              | nicht ausgetragen              | nicht ausgetragen              | nicht ausgetragen              | nicht ausgetragen  | nicht ausgetragen | nicht ausgetragen |
| PDC-Ranking-Turniere                       |                   |                                |                                |                                |                                |                                |                                |                                |                                |                                |                                |                                |                                |                                |                                |                                |                                |                                |                    |                   |                   |
| Weltmeisterschaft                          | n/t               | n/q                            | VF                             | F                              | AF                             | 2R                             | AF                             | AF                             | AF                             | 2R                             | 1R                             | n/q                            | 1R                             | nicht qualifiziert             | nicht qualifiziert             | nicht qualifiziert             | nicht qualifiziert             | nicht qualifiziert             | nicht qualifiziert | n/t               | n/t               |
| UK Open                                    | n/a               | 3R                             | 3R                             | 4R                             | 3R                             | AF                             | AF                             | 4R                             | 3R                             | 4R                             | n/q                            | 1R                             | n/q                            | 1R                             | 2R                             | n/q                            | 3R                             | n/q                            | n/t                | n/t               | n/t               |
| Las Vegas Desert Classic                   | n/t               | n/q                            | 1R                             | 1R                             | 1R                             | AF                             | n/q                            | n/q                            | nicht ausgetragen              | nicht ausgetragen              | nicht ausgetragen              | nicht ausgetragen              | nicht ausgetragen              | nicht ausgetragen              | nicht ausgetragen              | nicht ausgetragen              | nicht ausgetragen              | nicht ausgetragen              | nicht ausgetragen  | nicht ausgetragen | nicht ausgetragen |
| World Matchplay                            | n/t               | AF                             | F                              | AF                             | 1R                             | 1R                             | 1R                             | 1R                             | 1R                             | nicht qualifiziert             | nicht qualifiziert             | nicht qualifiziert             | nicht qualifiziert             | nicht qualifiziert             | nicht qualifiziert             | nicht qualifiziert             | nicht qualifiziert             | nicht qualifiziert             | n/t                | n/t               | n/t               |
| World Grand Prix                           | n/q               | 1R                             | 1R                             | VF                             | 1R                             | VF                             | 1R                             | AF                             | 1R                             | nicht qualifiziert             | nicht qualifiziert             | nicht qualifiziert             | nicht qualifiziert             | nicht qualifiziert             | nicht qualifiziert             | nicht qualifiziert             | nicht qualifiziert             | nicht qualifiziert             | n/t                | n/t               |                   |
| European Championship                      | nicht ausgetragen | nicht ausgetragen              | nicht ausgetragen              | nicht ausgetragen              | nicht ausgetragen              | nicht ausgetragen              | n/q                            | n/q                            | 1R                             | nicht qualifiziert             | nicht qualifiziert             | nicht qualifiziert             | nicht qualifiziert             | nicht qualifiziert             | nicht qualifiziert             | nicht qualifiziert             | nicht qualifiziert             | nicht qualifiziert             | n/t                | n/t               |                   |
| Players Championship Finals                | nicht ausgetragen | nicht ausgetragen              | nicht ausgetragen              | nicht ausgetragen              | nicht ausgetragen              | nicht ausgetragen              | nicht ausgetragen              | 1R                             | 1R                             | 1R                             | nicht qualifiziert             | nicht qualifiziert             | nicht qualifiziert             | nicht qualifiziert             | nicht qualifiziert             | nicht qualifiziert             | nicht qualifiziert             | nicht qualifiziert             | n/t                | n/t               |                   |
| PDC-Turniere ohne Einfluss auf das Ranking |                   |                                |                                |                                |                                |                                |                                |                                |                                |                                |                                |                                |                                |                                |                                |                                |                                |                                |                    |                   |                   |
| US Open                                    | nicht ausgetragen | nicht ausgetragen              | nicht ausgetragen              | nicht ausgetragen              | VF                             | VF                             | VF                             | nicht ausgetragen              | nicht ausgetragen              | nicht ausgetragen              | nicht ausgetragen              | nicht ausgetragen              | nicht ausgetragen              | nicht ausgetragen              | nicht ausgetragen              | nicht ausgetragen              | nicht ausgetragen              | nicht ausgetragen              | nicht ausgetragen  | nicht ausgetragen | nicht ausgetragen |
| Premier League Darts                       | nicht ausgetragen | nicht ausgetragen              | nicht ausgetragen              | 5.                             | nicht eingeladen               | nicht eingeladen               | nicht eingeladen               | nicht eingeladen               | nicht eingeladen               | nicht eingeladen               | nicht eingeladen               | nicht eingeladen               | nicht eingeladen               | nicht eingeladen               | nicht eingeladen               | nicht eingeladen               | nicht eingeladen               | nicht eingeladen               | nicht eingeladen   | nicht eingeladen  | nicht eingeladen  |
| Championship League                        | nicht ausgetragen | nicht ausgetragen              | nicht ausgetragen              | nicht ausgetragen              | nicht ausgetragen              | nicht ausgetragen              | 6.                             | GP                             | GP                             | GP                             | n/q                            | n/q                            | nicht ausgetragen              | nicht ausgetragen              | nicht ausgetragen              | nicht ausgetragen              | nicht ausgetragen              | nicht ausgetragen              | nicht ausgetragen  | nicht ausgetragen | nicht ausgetragen |
| WSDT-Major-Turniere (Senioren-Tour)        |                   |                                |                                |                                |                                |                                |                                |                                |                                |                                |                                |                                |                                |                                |                                |                                |                                |                                |                    |                   |                   |
| Weltmeisterschaft                          | nicht ausgetragen | nicht ausgetragen              | nicht ausgetragen              | nicht ausgetragen              | nicht ausgetragen              | nicht ausgetragen              | nicht ausgetragen              | nicht ausgetragen              | nicht ausgetragen              | nicht ausgetragen              | nicht ausgetragen              | nicht ausgetragen              | nicht ausgetragen              | nicht ausgetragen              | nicht ausgetragen              | nicht ausgetragen              | nicht ausgetragen              | n/t                            | VF                 | VF                | 1R                |
| World Masters                              | nicht ausgetragen | nicht ausgetragen              | nicht ausgetragen              | nicht ausgetragen              | nicht ausgetragen              | nicht ausgetragen              | nicht ausgetragen              | nicht ausgetragen              | nicht ausgetragen              | nicht ausgetragen              | nicht ausgetragen              | nicht ausgetragen              | nicht ausgetragen              | nicht ausgetragen              | nicht ausgetragen              | nicht ausgetragen              | nicht ausgetragen              | n/t                            | AF                 | n/t               | n/a               |
| Karrierestatistiken                        |                   |                                |                                |                                |                                |                                |                                |                                |                                |                                |                                |                                |                                |                                |                                |                                |                                |                                |                    |                   |                   |
| Jahresendplatzierung                       | unbekannt         | unbekannt                      | 13                             | 10                             | 14                             | 17                             | 20                             | 21                             | 28                             | 32                             | 49                             | 61                             | 58                             | 63                             | 168                            | 147                            | 101                            | –                              | ?                  | 4                 | 14                |
| Verband                                    | BDO               | Professional Darts Corporation | Professional Darts Corporation | Professional Darts Corporation | Professional Darts Corporation | Professional Darts Corporation | Professional Darts Corporation | Professional Darts Corporation | Professional Darts Corporation | Professional Darts Corporation | Professional Darts Corporation | Professional Darts Corporation | Professional Darts Corporation | Professional Darts Corporation | Professional Darts Corporation | Professional Darts Corporation | Professional Darts Corporation | Professional Darts Corporation | WSDT               | WSDT              | WSDT              |

| Legende zu den Turnierergebnissen | Legende zu den Turnierergebnissen | Legende zu den Turnierergebnissen | Legende zu den Turnierergebnissen | Legende zu den Turnierergebnissen | Legende zu den Turnierergebnissen | Legende zu den Turnierergebnissen | Legende zu den Turnierergebnissen | Legende zu den Turnierergebnissen | Legende zu den Turnierergebnissen |
| --------------------------------- | --------------------------------- | --------------------------------- | --------------------------------- | --------------------------------- | --------------------------------- | --------------------------------- | --------------------------------- | --------------------------------- | --------------------------------- |
| n/t                               | nicht teilgenommen                | n/q                               | nicht qualifiziert                | n/a                               | nicht ausgetragen                 | #R                                | Aus in jeweiliger Runde           | GP                                | Aus in der Gruppenphase           |
| AF                                | Achtelfinalist                    | VF                                | Viertelfinalist                   | HF                                | Halbfinalist                      | F                                 | Turnierfinalist                   | S                                 | Turniersieger                     |

## Erfolge

### BDO
- Majors
  - World Masters: 2002

### PDC
- Pro Tour
  - Players Championships
    - Players Championships 2004: 5

  - UK Open Qualifiers
    - UK Open Qualifiers 2002/03: 7
    - UK Open Qualifiers 2005/06: 5
- Secondary Tour Events
  - PDC Challenge Tour
    - PDC Challenge Tour 2017: 7, 15
- Weitere
  - 2003: Ireland Open Autumn Classic

### Andere
- 2014: Southern Counties Open